# Jan Václav Lego
Jan Václav Lego (14. září 1833 Lhota pod Radčem – 17. září 1906 Praha) byl národní buditel a spisovatel, který působil ve Slovinsku a Chorvatsku.

## Život
Studoval gymnázium v Plzni (1845–1851) a byl poté zaměstnán v hutním úřadě ve Zbirohu. Na radu svého přítele odešel 1857 do Kraňska, kde byl zaměstnán na soudě v Kamníku, a od roku 1858 v kanceláři kraňského místodržitele Chorinského v Lublani. Z Lublaně byl roku 1860 přemístěn do Terstu a 1861 k vrchnímu velitelství námořnictva do Vídně, kde navštěvoval na univerzitě Miklošičovy a Šemberovy přednášky. Roku 1872 nastoupil do služby v arzenálu v Pule, krátce na to kvůli nemoci odešel do zaslouženého důchodu jako adjunkt námořnického komisařství a vrátil se do Česka. V roce 1873 žil na Bledu, odkud ho Fran Levstik zval do práce v hlavního odboru v Lublani, a od roku 1875 byl zaměstnán jako kustod grafiky a muzikálií Národního muzea v Praze.

## Dílo
Slovincům přinesl techniku české drobné společenské práce a iniciativně spolupracoval při založení slovinských národních sdružení a organizování jejich akcí. V Kamníku se učil slovinštinu, v Lublani vstoupil do filharmonie, kde se zajímal o slovinskou lyriku a zpěvy a také založil hnutí, díky kterému se konečně založila ve Slovinsku tzv. Hudební společnost (Glasbena matica, Philharmonic society). V Terstu, kde se přátelil s Levstikem a Cegnarem, kterému pomáhal při překladu Babičky, založil Slovinskou pěveckou společnost a byl jejím sbormistrem, chystal koncerty, sám vystupoval jako sólista, byl spoluzakladatelem čítárny a učil češtinu. Na jeho popud založil Sokol odbor, který se měl starat o turistické značení na slovinských planinách jako protiváha německé společnosti planin, z čehož se rozvila Slovinská společnost planin (Slovensko planinsko društvo). Spolupracoval také při založení její české pobočky, vzbudil v Češích zájem o slovinské planiny a inicioval výlety Slovinců do Prahy (r. 1884) a Čechů do Postojnské jeskyně (r. 1895). Svou národně-buditelskou činnost dovršil tím, že aktivně prohluboval česko-slovinské styky, informoval v českých novinách o událostech ve Slovinsku a naopak ve slovinských novinách o českých událostech. Hlavně se snažil o sblížení slovinských a českých kantorů a studentů. Učil na Pedagogické jednotě v Praze bezplatně slovinštinu a chorvatštinu. Byl ve stálém styku se slovinskými hlavními politiky, spisovateli, učiteli a studenty. Studentům posílal české knihy a slovníky, v Praze se stal opravdovým středem všech Slovinců, byl tzv. slovinský konzul, také se staral o M. Majarje, Fr. Gestrina, Iv. Kunšicu a o slovinské vysokoškoláky, kteří po roce 1900 ve velkém počtu začali navštěvovat pražské vysoké školy. S přispěním jeho peněz začal Svaz učitelů vydávat časopis Dorostenecká knihovna a z jeho popudu začal vycházet č. Zvoneček. Trvale se staral o slovinský tzv. „salónní“ jazyk, zakládání dorosteneckých knihoven v Korutanech a o co nejtěsnější styky mezi slovinskými a českými pedagogy. Spolupracoval na Riegrově Naučném slovníku, pro který sestavil námořnickou terminologii a staral se o slovinské věci a otiskl tam první biografii Fr. Levstika, v Ottově naučném slovníku psal biografie slovinských skladatelů a spisovatelů a články o slovinských částech. Otiskoval články ve Světozoru a Zlaté Praze, ve Škole a životě a Hlase Národa, v Ruchu, kde otiskl článek Slovinská literatura. Připravoval, ale nedokončil vydání pamětí Bleiweise a Levstika. Co se týče slovinských časopisů, spolupracoval s N, se Slovanem, s Mírem.